# Elophos abbreviata
Elophos abbreviata är en fjärilsart som beskrevs av Feichenberger 1962. Elophos abbreviata ingår i släktet Elophos och familjen mätare. Inga underarter finns listade i Catalogue of Life.